# Алешинское сельское поселение (Навлинский район)
Алешинское сельское поселение — муниципальное образование в центральной части Навлинского района Брянской области. Административный центр — село Алешинка.
Образовано в результате проведения муниципальной реформы в 2005 году, путём преобразования дореформенного Алешенского сельсовета.
Законом Брянской области от 8 мая 2019 года были упразднены Вздруженское, Пролысовское и Салтановское сельское поселения, все включённые в Алешенское сельское поселение.
Законом от 2 февраля 2021 года Алешенское сельское поселение переименовано в Алешинское сельское поселение.

## Население
| 2010 | 2011 | 2012 | 2013  | 2014  | 2015 | 2016 |
| ---- | ---- | ---- | ----- | ----- | ---- | ---- |
| 826  | ↘823 | ↗848 | ↘845  | ↗865  | ↘845 | ↘825 |
| 2017 | 2018 | 2019 | 2020  | 2021  |      |      |
| ↘815 | ↘800 | ↘785 | ↗2446 | ↘2444 |      |      |

## Населённые пункты
| №  | Населённый пункт | Тип     | Население |
| -- | ---------------- | ------- | --------- |
| 1  | Алешинка         | село    | ↗677      |
| 2  | Вздружное        | село    | ↘294      |
| 3  | Вознесенск       | посёлок | ↗13       |
| 4  | Гавань           | посёлок | ↘108      |
| 5  | Глинное          | село    | ↘124      |
| 6  | Глубокие Лужи    | хутор   | →21       |
| 7  | Думча            | посёлок | →18       |
| 8  | Еловики          | посёлок | ↘8        |
| 9  | Жданово          | посёлок | ↘20       |
| 10 | Кукуевка         | посёлок | ↗45       |
| 11 | Новотроицкий     | посёлок | →0        |
| 12 | Пашеньки         | посёлок | →15       |
| 13 | Первомайский     | посёлок | →7        |
| 14 | Пролысово        | село    | ↘246      |
| 15 | Речица           | посёлок | →1        |
| 16 | Салтановка       | село    | ↘854      |
| 17 | Сосновское       | деревня | ↘38       |
| 18 | Старая Хуторь    | посёлок | →0        |
| 19 | Сытенки          | деревня | ↗113      |

### Упразднённые населённые пункты
| № | Населённый пункт | бывший статус | Население |
| - | --- | ------------- | --------- |
| 1 | Психоинтернат - Упразднён Законом Брянской области от 26.09.2022 № 71-З «Об упразднении населенных пунктов Клетнянского, Комаричского, Навлинского и Почепского районов Брянской области». | посёлок       | ↘132      |